# العلاقات البرتغالية القطرية
العلاقات البرتغالية القطرية هي العلاقات الثنائية التي تجمع بين البرتغال وقطر.

## مقارنة بين البلدين
هذه مقارنة عامة ومرجعية للدولتين:
| وجه المقارنة                                              | البرتغال                                                  | قطر           |
| --------------------------------------------------------- | --------------------------------------------------------- | ------------- |
| المساحة (كم2)                                             | 92.21 ألف                                                 | 11.44 ألف     |
| عدد السكان (نسمة)                                         | 10.60 مليون                                               | 2.64 مليون    |
| الكثافة السكانية (ن./كم²)                                 | 114.95                                                    | 230.77        |
| العاصمة                                                   | لشبونة                                                    | الدوحة        |
| اللغة الرسمية                                             | اللغة البرتغالية، اللغة الميراندية                        | اللغة العربية |
| العملة                                                    | يورو، اسكودو برتغالي                                      | ريال قطري     |
| الناتج المحلي الإجمالي (بليون دولار)                      | 217.57 مليار                                              | 167.61 مليار  |
| الناتج المحلي الإجمالي (تعادل القوة الشرائية) بليون دولار | 307.82 مليار                                              | 316.40 مليار  |
| الناتج المحلي الإجمالي الاسمي للفرد دولار أمريكي          | 19.22 ألف                                                 | 73.65 ألف     |
| الناتج المحلي الإجمالي للفرد دولار أمريكي                 | 28.76 ألف                                                 | 141.54 ألف    |
| مؤشر التنمية البشرية                                      | 0.830                                                     | 0.850         |
| رمز المكالمات الدولي                                      | +351                                                      | +974          |
| رمز الإنترنت                                              | .pt                                                       | .qa           |
| المنطقة الزمنية                                           | توقيت غرب أوروبا، توقيت غرب أوروبا الصيفي، أوروبا/لشبونة ‏ | ت ع م+03:00   |

## منظمات دولية مشتركة
يشترك البلدان في عضوية مجموعة من المنظمات الدولية، منها:
| علم المنظمة | اسم المنظمة                               | تاريخ انضمام البرتغال | تاريخ انضمام قطر |
| ----------- | ----------------------------------------- | --------------------- | ---------------- |
|             | يونسكو                                    | 11 مارس 1965          | 27 يناير 1972    |
|             | وكالة ضمان الاستثمار متعدد الأطراف        | 6 يونيو 1988          | 22 أكتوبر 1996   |
|             | الأمم المتحدة                             | 14 ديسمبر 1955        | 21 سبتمبر 1971   |
|             | الاتحاد البريدي العالمي                   | ?                     | ?                |
|             | البنك الدولي للإنشاء والتعمير             | 29 مارس 1961          | 25 سبتمبر 1972   |
|             | المنظمة الهيدروغرافية الدولية             | ?                     | ?                |
|             | الاتحاد الدولي للاتصالات                  | 1866                  | 27 مارس 1973     |
|             | منظمة حظر الأسلحة الكيميائية              | ?                     | ?                |
|             | مؤسسة التمويل الدولية                     | 8 يوليو 1966          | 11 أكتوبر 2008   |
|             | المركز الدولي لتسوية المنازعات الاستشارية | 1 أغسطس 1984          | 20 يناير 2011    |
|             | منظمة التجارة العالمية                    | ?                     | ?                |
|             | منظمة الشرطة الجنائية الدولية             | ?                     | ?                |

## وصلات خارجية
- موقع وزارة الخارجية البرتغالية
- موقع وزارة الخارجية القطرية